# 毁蜥属
毁蜥（学名：Aphanizocnemus）是种发现于黎巴嫩的已灭绝蜥蜴。它是种生存于森诺曼阶的海生爬行动物，一般作为蛇的近亲而归入伸龙科，但也有研究认为比伸龙科更接近蛇。毁蜥仅含一个已知物种即模式种黎巴嫩毁蜥（A. libanensis），于1997年根据单具完整骨骼命名。尽管模式产地未知，但据称其“几乎可以肯定”来自桑宁组。

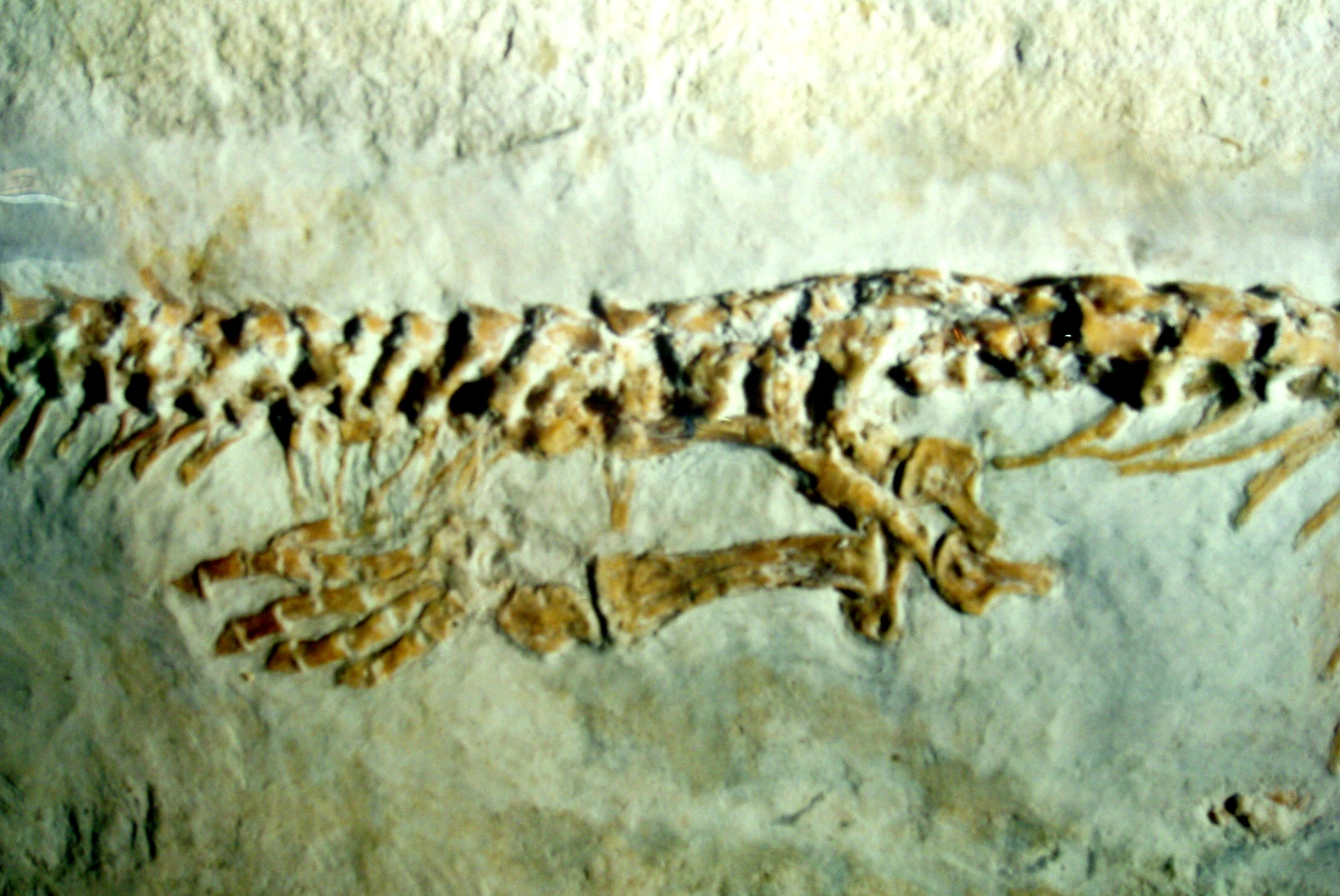
黎巴嫩毁蜥的后肢

毁蜥长约30（12英寸），尾部几乎占其全长的一半。与四肢骨骼相比手脚偏大。指骨的扁平形状表明毁蜥四肢形成了桨。尾部骨骼称作人字骨的突起赋予尾巴桨似的扁平形状。毁蜥非常适应水生生活，可能大部分时间都在浅水湖底游泳。